# Jean-Michel Lucenay
Jean-Michel Lucenay (ur. 25 kwietnia 1978 w Fort-de-France) – francuski szpadzista, złoty medalista olimpijski i wielokrotny medalista mistrzostw świata.
Walczy lewą ręką. Na rozgrywanych w 2016 roku igrzyskach olimpijskich w Rio de Janeiro reprezentanci Francji w składzie: Yannick Borel, Gauthier Grumier, Daniel Jérent i Jean-Michel Lucenay wywalczyli złoty medal drużynowo. W rywalizacji indywidualnej nie wystartował.
Podczas mistrzostw świata w Lizbonie w 2002 roku wywalczył złoty medal drużynowo. W tej samej konkurencji zdobywał następnie złote medale na mistrzostwach świata w Antalyi (2009), mistrzostwach świata w Paryżu (2010), mistrzostwach świata w Katanii (2011), mistrzostwach świata w Kazaniu (2014) i mistrzostwach świata w Lipsku (2017) oraz srebrny podczas mistrzostw świata w Kijowie (2012). Wywalczył również brązowy medal indywidualnie podczas mistrzostw świata w Paryżu (2010), plasując się za Nikolaiem Novosjolovem z Estonii i Gauthierem Grumierem.
Kilkukrotnie zdobywał medale mistrzostw Europy, w tym złote: drużynowo na ME w Bourges (2003), ME w Kijowie (2008), ME w Sheffield (2011) i ME w Toruniu (2016) oraz indywidualnie podczas ME w Lipsku (2010).